# Rassemblement des gauches républicaines
Rassemblement des gauches républicaines (RGR), tj. Shromáždění republikánské levice byla centristická volební koalice čtvrté francouzské republiky, která zahrnovala strany od nekomunistické levice UDSR ke středopravici. Na konci druhé světové války toto shromáždění umožnilo Radikální straně, spojením sil s UDSR, znovu získat místo ve francouzském politickém spektru.

## Členové
- Parti radical valoisien
- Union démocratique et socialiste de la Résistance (UDSR)
- několik malých centristických nebo jednoznačně pravicových formací, pozůstatků formací třetí republiky, jako např.
  - Parti républicain social de la réconciliation française
  - Alliance démocratique, která byla jednou ze středopravých stran třetí republiky, a která prezentovala osobnosti minulého režimu jako Paul Reynaud
  - Parti démocrate, Ralliement républicain démocratique et socialiste, malá strana složená z bývalých odbojářů z Parti démocrate populaire, která se po několika měsících existence sloučila s Union démocratique et socialiste de la Résistance
  - Parti socialiste démocratique
  - Radical indépendant
  - Parti républicain-socialiste

Shromáždění republikánské levice mělo také mnoho přímých přívrženců, kteří nebyli členy žádné z předchozích formací. François Mitterrand byl tedy sám členem RGR, než vstoupil do Union démocratique et socialiste de la Résistance.